# Leith Academy
Die Leith Academy ist eine Schule in öffentlicher Trägerschaft im Edinburgher Stadtteil Leith. Im September 2012 verzeichnete die Schule 900 Vollzeitschüler und rund 2800 Teilzeitschüler im Rahmen der Erwachsenenbildung. Die Schule wird seit August 2017 von Mike Irving geleitet.

## Geschichte
Die Leith Academy gilt als eine der ältesten Schulen in Schottland. Ihre Wurzeln hat das Institut im Jahr 1521. Von ihrer Gründung bis ins Jahr 1806 stand die Schule unter der Kontrolle der South Leith Parish Church. Wo der Unterricht vor 1636 stattfand, ist nicht bekannt. Ab diesem Jahr wurden die Schüler im Trinity House in Leith unterrichtet. Dort fand der Unterricht bis ins Jahr 1710 statt. Nach Unstimmigkeiten über die Höhe der Miete zog das Institut in das King-James-Krankenhaus um. 1792 entschloss man sich schließlich, ein eigenes Schulgebäude zu errichten. Das Gebäude unweit des Parks Leith Links wurde 1806 fertiggestellt. 1888 nahm die Schule ihren heutigen Namen an. Nach dem weiteren Anstieg der Schülerzahlen wurde 1931 ein neues Gebäude in der Duke Street bezogen. Heute beherbergt das Gebäude am Leith Links die Grundschulklassen und das Gebäude in der Duke Street wird von der Queen Margaret University genutzt.

## Gebäude
Das heutige Hauptgebäude der Leith Academy wurde im Mai 1991 bezogen. Zentrale Achse des Gebäudes ist die sogenannte Main Street. Dieser mit einem Glasdach versehene Durchgang zieht sich durch das gesamte Gebäude. Sämtliche Abteilungen und Einrichtungen der Schule sind entlang dieses Ganges angeordnet. Gesäumt wird der Durchgang von verschiedenen Pflanzen, über die schon in der von der BBC produzierten Fernsehsendung The Beechgrove Garden berichtet wurde.

## Bekannte Absolventen
- Frank Doran, schottischer Politiker
- Leigh Griffiths, schottischer Fußballspieler
- Robert Jameson, Mineraloge
- David McLetchie, schottischer Politiker
- Chris Small, schottischer Snookerspieler